# Carl Helfrich

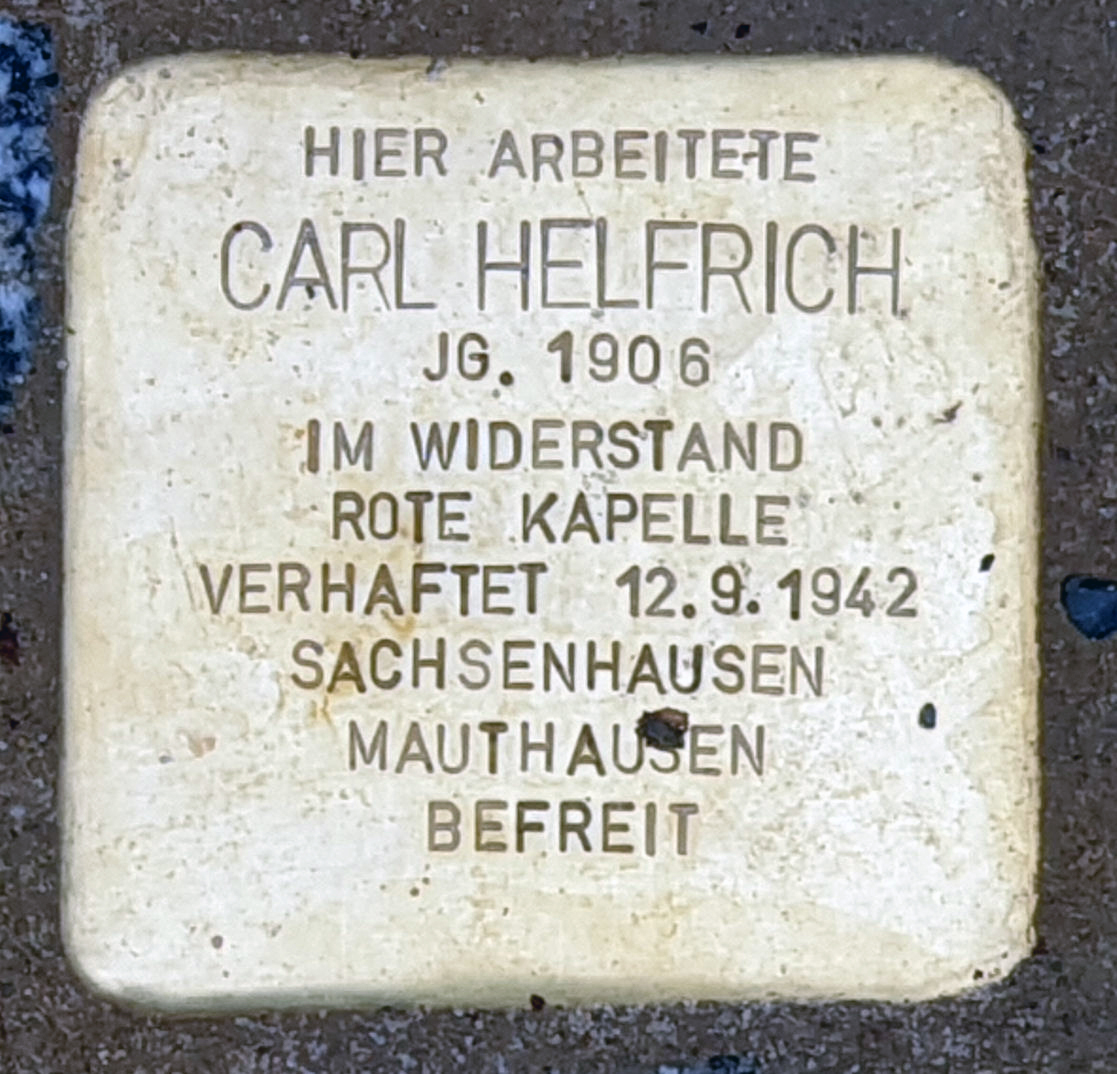
Stolperstein am Haus, Wilhelmstraße 92, in Berlin-Mitte

Carl Helfrich (* 13. August 1906 in Lampertheim; † 31. Mai 1960 in Bonn) war ein deutscher Journalist und Widerstandskämpfer.
In Lampertheim besuchte er die Grundschule, danach die Oberrealschule Worms und wechselte von dort nach Gernsheim. Nach dem Abitur heiratete er Henriette Sinner. Mitte der 1920er Jahre studierte er in Heidelberg, wo er liberalen Studentenkreisen angehörte. Er studierte Physik, wandte sich aber bald der Philosophie zu und promovierte 1935 bei dem katholischen Moralphilosophen Theodor Steinbüchel in Gießen. 1936 begann er in Frankfurt mit seiner journalistischen Tätigkeit. Im Herbst 1939 lernte er Ilse Stöbe kennen, mit der er dann gemeinsam eine Wohnung in der Ahornallee 48 in Berlin-Charlottenburg bezog. Durch Vermittlung Stöbes erhielt er eine Anstellung in der Informationsabteilung des Auswärtigen Amtes, wo Rudolf von Scheliha Referatsleiter war.
Am 12. September 1942 wurde er zusammen mit Ilse Stöbe verhaftet. Helfrich wurde nicht vom Reichskriegsgericht (RKG) angeklagt, sondern in die Konzentrationslager Sachsenhausen und Mauthausen verschleppt. Testamentarisch hatte er das durch einen Beschluss des RKG beschlagnahmte Vermögen von Ilse Stöbe geerbt, das vor allem aus Grundbesitz und Anteilen an Zeitungen und Verlagen in der Schweiz bestand.
Nach der Befreiung aus dem Konzentrationslager Mauthausen ging er 1945 wieder nach Berlin. Dort wurde er ab dem 12. November 1945 Chefredakteur der ersten Berliner Abendzeitung nach dem Kriegsende: des Kuriers, der dreimal wöchentlich herausgegeben wurde.
1947 war er der erste Chefredakteur des am 1. August 1947 gegründeten Verbandsorgans der VVN Unser Appell (das im Januar 1949 in Die Tat umbenannt wurde). Das Blatt erschien 14-täglich mit einer Auflage von 55.000. Helfrich war Mitglied der SED.
In den 1950er Jahren verließ er die DDR. Später wurde er stellvertretender Chefredakteur des Hessischen Rundfunks. In der Bundesrepublik wurde er vom Verfassungsschutz überwacht. Er starb am 31. Mai 1960 an Lungenkrebs.
Am 5. November 2021 wurde vor dem ehemaligen deutschen Außenministerium, Berlin-Mitte, Wilhelmstraße 92, ein Stolperstein für ihn verlegt.